# Hydrovatus austrocaledonicus
Hydrovatus austrocaledonicus är en skalbaggsart som först beskrevs av Benoit-Philibert Perroud och Xavier Montrouzier 1864.  Hydrovatus austrocaledonicus ingår i släktet Hydrovatus och familjen dykare. Inga underarter finns listade i Catalogue of Life.